# Плавання на Чемпіонаті Європи з водних видів спорту 2022 — естафета 4x100 метрів комплексом (жінки)
Змагання з плавання в естафеті 4x100 метрів комплексом серед жінок на Чемпіонаті Європи з водних видів спорту 2022 відбулися 17 серпня (попередні запливи і фінал).

## Рекорди
На момент проведення змагань рекорди були такими:
|                           | Країна          | Час     | Місто    | Дата           |
| ------------------------- | --------------- | ------- | -------- | -------------- |
| Світовий рекорд           | США             | 3:50.40 | Кванджу  | 28 липня 2019  |
| Рекорд Європи             | Росія           | 3:53.38 | Будапешт | 30 липня 2017  |
| Рекорд чемпіонатів Європи | Велика Британія | 3:54.01 | Будапешт | 23 травня 2021 |

## Результати

### Попередні запливи[3]
| Місце | Заплив | Доріжка | Країна          | Спортсмени | Час     | Примітки |
| ----- | ------ | ------- | --------------- | --- | ------- | -------- |
| 1     | 1      | 5       | Швеція          | Ганна Росвалл (1:01.10) Софі Ханссон (1:07.11) Луїс Ганссон (56.97) Сара Шестрем (54.01)                       | 3:59.19 | Q        |
| 2     | 1      | 4       | Італія          | Сільвія Скалія (1:00.67) Ліза Анджоліні (1:06.75) Елена Ді Ліддо (57.83) К'яра Тарантіно (55.33)               | 4:00.58 | Q        |
| 3     | 2      | 6       | Нідерланди      | Кіра Туссен (1:00.73) Тес Схаутен (1:07.21) Тесса Ґіеле (59.06) Валері ван Рон (54.59)                         | 4:01.59 | Q        |
| 4     | 2      | 4       | Велика Британія | Меді Гарріс (1:00.68) Кара Хенлон (1:08.19) Голлі Гібботт (1:00.80) Анна Гопкін (53.54)                        | 4:03.21 | Q        |
| 5     | 1      | 2       | Франція         | Емма Теребо (1:00.97) Адель Бланшетьє (1:09.66) Марі Ваттель (59.33) Беріль Гастальделло (53.63)               | 4:03.59 | Q        |
| 6     | 2      | 3       | Польща          | Лаура Бернат (1:01.88) Домініка Штандера (1:08.94) Юлія Майк (59.13) Анна Довгерт (54.91)                      | 4:04.86 | Q        |
| 7     | 1      | 6       | Швейцарія       | Ніна Кост (1:02.40) Ліза Маміє (1:08.40) Джулія Уллманн (59.79) Марія Уголкова (54.69)                         | 4:05.28 | Q        |
| 8     | 2      | 7       | Німеччина       | Йоганна Раас (1:02.08) Бенте Фішер (1:09.63) Анґеліна Келер (58.23) Неле Шульце (55.47)                        | 4:05.41 | Q        |
| 9     | 1      | 7       | Іспанія         | Кармен Вейлер (1:02.15) Джессіка Валь (1:07.90) Карла Уртадо (1:01.06) Лідон Муньйос (54.67)                   | 4:05.78 |          |
| 10    | 2      | 2       | Данія           | Каролін Соренсен (1:03.13) Теа Бломстерберг (1:07.98) Елізабет Сабро Еббесен (1:00.99) Юліє Кепп Єнсен (54.68) | 4:06.78 |          |
| 14    | 1      | 3       | Австрія         | | DNS     | DNS      |
| 14    | 2      | 5       | Угорщина        | | DNS     | DNS      |

### Фінал
| Місце | Доріжка | Країна          | Спортсмени                                                                                            | Час     | Примітки |
| ----- | ------- | --------------- | --- | ------- | -------- |
| 1     | 4       | Швеція          | Ганна Росвалл (1:00.66) Софі Ханссон (1:06.26) Луїс Ганссон (56.29) Сара Шестрем (52.04)              | 3:55.25 |          |
| 2     | 2       | Франція         | Полін Майє (1:00.17) Шарлотт Бонне (1:06.49) Марі Ваттель (56.29) Беріль Гастальделло (53.61)         | 3:56.36 |          |
| 3     | 3       | Нідерланди      | Кіра Туссен (1:00.29) Тес Схаутен (1:06.75) Маайке де-Ваард (57.24) Марріт Стінберген (52.23)         | 3:57.01 |          |
| 4     | 5       | Італія          | Маргеріта Панцієра (59.78) Бенедетта Пілато (1:05.65) Іларія Біанкі (58.37) Сільвія ді П'єтро (53.43) | 3:57.23 |          |
| 5     | 6       | Велика Британія | Меді Гарріс (1:00.09) Кара Хенлон (1:07.49) Кінна Макіннс (58.62) Фрея Андерсон (53.85)               | 4:00.05 |          |
| 6     | 7       | Польща          | Пауліна Педа (1:01.09) Домініка Штандера (1:08.47) Юлія Майк (58.73) Олександра Поланська (54.24)     | 4:02.53 |          |
| 7     | 1       | Швейцарія       | Ніна Кост (1:02.53) Ліза Маміє (1:07.05) Джулія Уллманн (59.69) Марія Уголкова (54.67)                | 4:03.94 |          |
| 8     | 8       | Німеччина       | Йоганна Раас (1:02.11) Бенте Фішер (1:09.59) Анґеліна Келер (58.61) Неле Шульце (55.29)               | 4:05.60 |          |